# Гривз, Дэвид
Дэ́вид Гривз (англ. David Greaves,1 сентября 1946, Ланкашир, Англия  - 5 октября 2019) — английский профессиональный снукерист.

## Карьера
Дэвид Гривз стал профессионалом в 1972 году и уже в следующем году добился лучшего результата в карьере — выхода в 1/8 финала чемпионата мира (в матче за выход в четвертьфинал проиграл Фреду Дэвису, 1:16). Более Дэвид не достиг каких-либо значимых успехов, хотя ещё дважды (в 1977 и 1978) он доходил до последнего раунда квалификации на чемпионат Великобритании.
Хотя после сезона 1988/89 Гривз не значился в мировом рейтинге, он продолжал играть в профессиональных турнирах (квалификациях к чемпионату мира) до 1991 года.
Наивысший официальный рейтинг Гривза был 31-й (сезон 1981/1982).